# فرنسيسكو برافو
فرنسيسكو برافو (بالإسبانية: Francisco Bravo)‏ هو طبيب وكاتب إسباني، ولد في 1525، وتوفي في 1595.